# Bavaria Cruiser 34

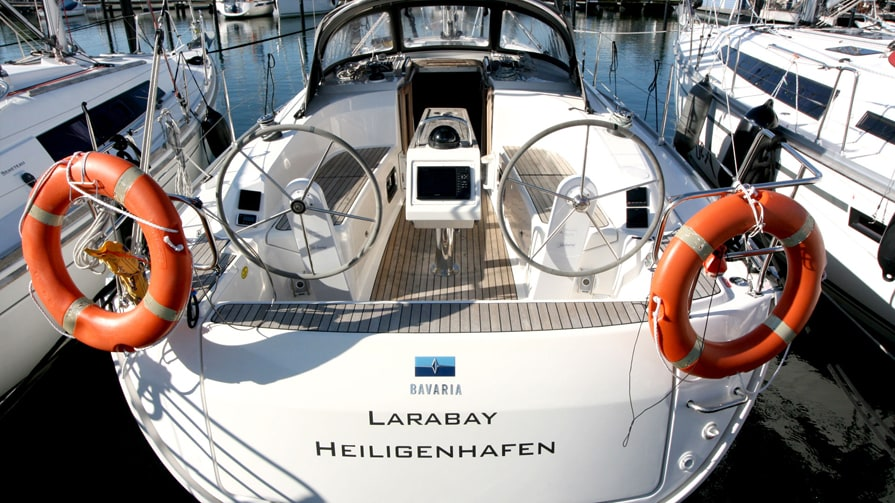
Heckansicht

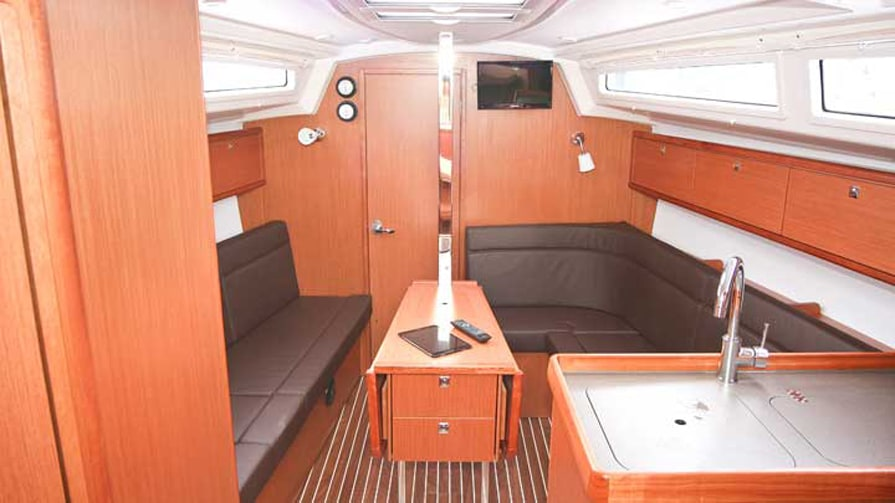
Salon

Die Bavaria Cruiser 34 ist eine in Serienproduktion gefertigte Segelyacht des deutschen Herstellers Bavaria Yachtbau. Sie wird seit 2016 angeboten, es gibt eine 2- und eine 3-Kabinen-Version.

## Bauweise und Konstruktion
Rumpf und Deck sind in Sandwichbauweise mit Schaumkern im Vakuum-Infusions-Verfahren hergestellt. Design und Konstruktion stammen von Farr Yacht Design. Es gibt zwei Kielversionen: Einen Flachkiel mit 1,58 Meter Tiefgang und die normale Version mit 2,02 Meter Tiefgang. Die Standardversion der Bavaria Cruiser 34 ist mit einem Dieseltank mit 150 Litern, einem Wassertank mit 150 Litern und einem Motor mit 14 kW Leistung ausgestattet. Im Cockpit befinden sich zwei Steuerstände (Doppelradsteuerung). Im Heck befindet sich eine ausklappbare Badeplattform. Wenn die Plattform eingeklappt ist, dient sie als Heckabschluss und Sitz für den Rudergänger.

## Einrichtung
Die Standardversion der Bavaria Cruiser 34 hat drei Kabinen und eine Nasszelle. Im Vorschiff befindet sich ein Doppelbett mit 2,00 Metern Länge und 1,70 Meter Schulterbreite. Die Pantry ist L-förmig an Steuerbord angeordnet. Die beiden gleich großen Achterkabinen sind 2 Meter lang, im Kopfbereich 1,40 Meter breit, am Fußende verjüngt auf 1,00 Meter. Die Achterkabine Steuerbord hat ein Rumpffenster, die an Backbord nicht. Der Salontisch ist klapp-, aber nicht absenkbar. Somit ist die Salonsitzbank auf der Steuerbord-Seite nicht als Doppelkoje nutzbar. Mittschiffs auf der Backbord-Seite befindet sich die Nasszelle und der abklappbare Kartentisch. In der 2-Kabinen-Version gibt es eine etwas größer angelegte Achterkabine auf der Steuerbordseite. Auch die Nasszelle und die Backskiste backbordseitig sind größer.

## Besegelung
Die Standardversion der Yacht ist mit durchgelattetem Großsegel ausgestattet, ein Rollgroßsegel war optional erhältlich. Das Großsegel wird über zwei getrennte Schotzüge getrimmt. Diese ersetzen den Traveller. Die Schotzüge für das Großsegel werden am Mast umgelenkt und laufen dann auf die beiden Fallwinschen im Cockpit. Die Rollgenua ist mit 106 % leicht überlappend. Die Schoten für die Genua laufen durch verstellbare Holepunkte auf dem Deck nach achtern auf die Winschen für die Genua. Die Segeltragzahl beträgt 4,1.

## Einstufung nach deutschem Recht
- Die Segelyacht ist nicht schiffsregisterpflichtig, da sie weniger als 15 m lang ist.
- Die Segelyacht ist nicht binnenschiffsregisterpflichtig, da sie keine 15 m³ verdrängt.